# Homolka-Urbanka
Homolka-Urbanka je mrtvé říční rameno, které vzniklo v místě dřívějšího toku řeky Labe mezi Starou Boleslaví a Lysou nad Labem západně od vesnice Byšičky na hranici okresů Nymburk a Praha-východ ve Středočeském kraji v Česku. Má rozlohu 1,303 ha. Je 440 m dlouhé ze severu na jih a 230 m široké v rozšíření na jihu. Leží v nadmořské výšce 174 m. Patří do skupiny Hrbáčkových tůní a leží v přírodní rezervaci Káraný - Hrbáčkovy tůně.

## Okolí
Okolí tůně je zarostlé starými stromy a kmeny jsou napadané i ve vodě. Hlavní část představuje tůň Homolka a tůň Urbanka tvoří její zátoku na severovýchodě, přičemž obě tůně tvoří jednotnou vodní plochu.

## Vodní režim
Tůň má nepojmenovaný povrchový přítok ze severu a nemá povrchový odtok. Náleží k povodí Labe.

## Přístup
Po severozápadním břehu vedou:
- naučná stezka Údolím Labe

## Fauna
Je známá lovem trofejních úhořů.